# Itumirim
Itumirim é um município do estado de Minas Gerais, no Brasil. Situa-se da Região Geográfica Imediata de Lavras. O município é composto pelo distrito da sede, que lhe dá o nome, e pelo distrito de da vila de Macuco de Minas. 

## Topônimo
"Itumirim" é um termo de origem tupi que significa "cachoeira pequena", através da junção dos termos ytu ("cachoeira") e mirim ("pequeno").

## História
O município de Itumirim foi criado com o território dos distritos de Itumirim, Ingaí, Itutinga e Luminárias, desmembrados do município de Lavras, pela lei estadual nº 1058 de 31 de dezembro de 1943.

## Geografia
Situa-se o município de Itumirim na zona sul do estado de Minas Gerais e a cidade localiza-se às margens do Rio Capivari, colocada sobre um outeiro. Sua área é de 242,2 km², a temperatura apresenta a média anual de 21 graus centígrados, com altitude de 870,56 metros, sua população é de 6 647 habitantes, sendo 4 696 na área urbana e, na área rural, 1 689. Seu território é montanhoso, a cidade é entrecortada pelas serras do Campestre e da Estância sendo a última a mais alta e extensa do município e entre elas está situado o cânion da Pirambeira, no Rio Capivari, considerado o segundo melhor rio em Minas, para a prática de esportes radicais. Este canyon possui mais de um quilômetro de extensão, com paredões de mais de cem metros de altura e inúmeras corredeiras propícias à prática de esportes radicais como canyoning, canoagem e boia-cross. Possui, ainda, a Cachoeira do Engenho, do Curtume, das Aranhas, dos Cruz e diversas corredeiras dos Rios Capivari e Grande sem denominação.
Dista 395 km de São Paulo, 415 do Rio de Janeiro e 248 km de Belo Horizonte. O município é cortado pela BR 265 e fica a 33 km da BR 381. Itumirim também é cortada pela Linha Tronco da antiga Rede Mineira de Viação, cuja ferrovia segue serpenteando suas montanhas e que liga ao estado do Rio de Janeiro, com futuro projetos de implantação de trens turísticos e paisagens deslumbrantes aos olhos dos visitantes.

### Circunscrição eclesiástica
A paróquia de São José pertence à Diocese de São João del-Rei.